# Pseudoclitocybe
Pseudoclitocybe (Singer) Singer, Mycologia 48: 725 (1956).
Pseudoclitocybe è un genere di funghi basidiomiceti appartenente alla famiglia Tricholomataceae.

## Specie diPseudoclitocybe
La specie tipo è Pseudoclitocybe cyathiformis (Bull.) Singer (1956), altre specie incluse sono:
- Pseudoclitocybe atra (Velen.) Harmaja (1974)
- Pseudoclitocybe bacillaris (Pers.) Singer (1961)
- Pseudoclitocybe beschidica Singer & Kuthan (1980)
- Pseudoclitocybe coprophila (Speg.) Singer (1962)
- Pseudoclitocybe expallens (Pers.) M.M. Moser (1967)
- Pseudoclitocybe indica Rawla & S. Arya (1990)
- Pseudoclitocybe lenta Corner (1994)
- Pseudoclitocybe martipanis Singer (1969)
- Pseudoclitocybe obbata (Fr.) Singer (1962)
- Pseudoclitocybe parvula Raithelh. (1974)
- Pseudoclitocybe sphagneti Raithelh. (1972)
- Pseudoclitocybe trivialis (Bull.) Raithelh. (1980)